# کینگسپن
کینگسپن (انگلیسی: Kingspan) شرکت مصالح ساختمانی ایرلندی است، که در سال ۱۹۶۶ تأسیس شد.